# Thrixspermum ridleyanum
Thrixspermum ridleyanum är en orkidéart som beskrevs av Rudolf Schlechter. Thrixspermum ridleyanum ingår i släktet Thrixspermum och familjen orkidéer. Inga underarter finns listade i Catalogue of Life.